# Clásica a los Puertos de Guadarrama
La Clásica a los Puertos de Guadarrama era una corsa in linea maschile di ciclismo su strada, che si svolse sulla Sierra de Guadarrama nel'omonimo comune, in Spagna, dal 1920 al 2008. Dal 2005 al 2008 fece parte del calendario dell'UCI Europe Tour, come gara di classe 1.1.

## Albo d'oro
Aggiornato all'edizione 2008.
| Anno    | Vincitore                   | Secondo                  | Terzo                      |
| ------- | --------------------------- | ------------------------ | -------------------------- |
| 1920    | Enrique Pimoulier           | Ramón Valentin           | Miguel García              |
| 1921-22 | non disputato               |                          |                            |
| 1923    | Miguel García               | Guillermo Antón          | Miguel Serrano             |
| 1924    | Guillermo Antón             | Miguel García            | Feliciano Gómez            |
| 1925    | Telmo García                | Feliciano Gómez          | Demetrio Del Val           |
| 1926-27 | non disputato               |                          |                            |
| 1928    | Telmo García                | Eduardo García           | Ricardo Montero            |
| 1929    | Manuel López                | Luis Grossocordon        | Carlos López de la Torre   |
| 1930    | Manuel López                | Carlos López de la Torre | Francisco Mula             |
| 1931    | Francisco Llana Deblas      | Saturnino Alonso         | Carlos López de la Torre   |
| 1932    | Ricardo Montero             | Vicente Trueba           | Manuel López               |
| 1933    | Francisco Llana Deblas      | José Méndez              | Eusebio Bastida            |
| 1934    | Vicente Carretero           | Bernardo de Castro       | Manuel Ruiz Trillo         |
| 1935    | Antonio Montes              | Bernardo de Castro       | Ricardo Montero            |
| 1936    | Antonio Montes              | Fermín Trueba            | Antonio Escuriet           |
| 1937-38 | non disputato               |                          |                            |
| 1939    | Fermín Trueba               | Francisco Goenaga        | Delio Rodríguez            |
| 1940    | Mariano Cañardo             | Antonio Martín Eguia     | Delio Rodríguez            |
| 1941-43 | non disputato               |                          |                            |
| 1944    | Julián Berrendero           | Martín Mancisidor        | Vicente Carretero          |
| 1945    | Vicente Miró                | José Gandara             | José Lizarralde            |
| 1946    | non disputato               |                          |                            |
| 1947    | Julián Berrendero           | Delio Rodríguez          | Joaquín Jiménez            |
| 1948    | non disputato               |                          |                            |
| 1949    | Miguel Gual                 | Antonio Gelabert         | José Escolano              |
| 1950    | Bernardo Ruiz               | Julián Aguirrezabal      | Jorge Vallmitjana          |
| 1951    | Bernardo Ruiz               | Antonio Gelabert         | Manuel Rodríguez           |
| 1952    | Antonio Gelabert            | José Serra Gil           | Julián Aguirrezabal        |
| 1953    | Mariano Corrales            | Bernardo Ruiz            | Miguel Bover               |
| 1954    | Francisco Masip             | Federico Bahamontes      | Bernardo Ruiz              |
| 1955    | Federico Bahamontes         | Francisco Masip          | 19 ex aequo                |
| 1956    | Gabriel Company             | Miguel Chacón            | Carmelo Morale             |
| 1957-61 | non disputato               |                          |                            |
| 1962    | Ginés García                | Antonio Saban            | Santos Ruiz                |
| 1963    | José Antonio Momeñe         | Carlos Echeverría        | Antonio Luis Blanco        |
| 1964    | José Antonio Momeñe         | Fernando Manzaneque      | Antonio Suárez             |
| 1965    | non disputato               |                          |                            |
| 1966    | Jesús Aranzábal             | Angelino Soler           | Aurelio González           |
| 1967    | José Luis Uribezubia        | Gabino Ereñozaga         | Eugenio Lisarde            |
| 1968    | Nemesio Jiménez             | Jesús Manzaneque         | Gabriel Mascaro            |
| 1969    | José Luis Abilleira         | Germán Martín            | Jesús Manzaneque           |
| 1970-72 | non disputato               |                          |                            |
| 1973    | Ventura Díaz                | José Luis Abilleira      | Domingo Perurena           |
| 1974    | José Luis Uribezubia        | Ventura Díaz             | José Martins               |
| 1975    | Domingo Perurena            | Sebastián Pozo           | Francisco Javier Elorriaga |
| 1976    | non disputato               |                          |                            |
| 1977    | Miguel María Lasa           | Anastasio Greciano       | Fernando Cabrero           |
| 1978    | Carlos Machín               |                          |                            |
| 1979    | Ginés García                | Ángel López del Alamo    | Ángel Arroyo               |
| 1980    | Ángel Arroyo                | Anastasio Greciano       | Ángel López del Alamo      |
| 1981    | Luis Gutiérrez              | Ángel Arroyo             | Eduardo Chozas             |
| 1982    | Vicente Belda               | Nikolaj Kosjakov         | Ignacio Juan Fandos        |
| 1983    | José Luis Laguía            | Antonio Coll             | Eduardo Chozas             |
| 1984    | Iñaki Gastón                | Juan Fernández Martín    | Reimund Dietzen            |
| 1985    | Juan Fernández Martín       | Iñaki Gastón             | Antonio Coll               |
| 1986    | Laudelino Cubino            | Alirio Chizabas          | Juan Tomás Martínez        |
| 1987    | Roberto Córdoba             | Vicente Ridaura          | Jesús Cruz                 |
| 1988    | Laudelino Cubino            | Jesús Rodríguez Magro    | Miguel Ángel Martínez      |
| 1989    | Jokin Mujika                | Francisco Antequera      | Marco Giovannetti          |
| 1990    | Stephen Hodge               | Enrique Aja              | Eduardo Ruiz               |
| 1991    | Pedro Delgado               | Pëtr Ugrumov             | Laudelino Cubino           |
| 1992    | Néstor Mora                 | Laudelino Cubino         | Eduardo Chozas             |
| 1993    | Miguel Indurain             | Antonio Martín Velasco   | Ángel Camargo              |
| 1994    | Fernando Escartín           | Laudelino Cubino         | Carmelo Miranda            |
| 1995    | Ángel Casero                | Marcos Serrano           | Manuel Fernández Ginés     |
| 1996    | Fernando Escartín           | Miguel Indurain          | Federico Muñoz             |
| 1997    | Manuel Beltrán              | José Manuel Uría         | Roberto Heras              |
| 1998    | Marcos Serrano              | Eleuterio Anguita        | Roberto Heras              |
| 1999    | Miguel Á. Martín Perdiguero | Igor Flores              | Ángel Casero               |
| 2000    | Francisco Mancebo           | Fernando Escartín        | Roberto Heras              |
| 2001    | Santiago Botero             | Juan Miguel Mercado      | Óscar Sevilla              |
| 2002    | Josep Jufré                 | Adolfo García Quesada    | Óscar Sevilla              |
| 2003    | Denis Men'šov               | Marcos Serrano           | Pedro Arreitunandia        |
| 2004    | Jorge Ferrío                | Carlos Golbano           | Gustavo César Veloso       |
| 2005    | Xabier Zandio               | Carlos Castaño           | José Luis Martínez         |
| 2006    | Rubén Plaza                 | Jon Bru                  | Eladio Jiménez             |
| 2007    | Héctor Guerra               | Alejandro Valverde       | Daniel Moreno              |
| 2008    | Levi Leipheimer             | Alberto Contador         | Diego Gallego              |